# أنديرس هناء
أنديرس هناء (بالنرويجية البوكمول: Anders Hana)‏ هو موسيقي وعازف قيثارة وملحن نرويجي، ولد في 7 أغسطس 1982 في ستافانغر في النرويج.

## وصلات خارجية
- أنديرس هناء على موقع ميوزك برينز (الإنجليزية)
- أنديرس هناء على موقع ديسكوغز (الإنجليزية)